# تی‌آی-۸۹
تی‌آی-۸۹ و تی‌آی-۸۹ تیتانیوم دو مدل از ماشین‌حسابهای گرافیکی ساخت تگزاس اینسترومنتز (تی‌آی) هستند. این دو ماشین‌حساب تمامی توانایی‌های تی‌آی-۹۲ پلاس را در قالب یک طراحی سنتی فراهم آورده‌اند و در کنار تی‌آی-۹۲ پلاس و ووییج ۲۰۰ یکی از پیشرفته‌ترین ماشین‌حساب‌های ساخت تی‌آی در زمان معرفی محسوب می‌شوند که قابلیت‌هایی نظیر گرافیک سه‌بعدی، حافظهٔ فلش قابل ارتقاء، زبان برنامه‌نویسی توکار اسمبلی و مقدار زیادی حافظهٔ در دسترس را دارا هستند. تی‌آی-۸۹ تیتانیوم در واقع مدل جدیدتر ماشین‌حساب تی‌آی-۸۹ است.

## برنامه‌نویسی
در این ماشین‌حساب می‌توان به زبان بیسیک برنامه نوشت که برنامه‌های آن با تی‌آی-۹۲ و تی‌آی-۹۲ پلاس هم سازگار خواهند بود.
همچنین ساختار درونی تی‌آی-۸۹ با زبان اسمبلی سازگار است. برنامه‌های اسمبلی که برای تی‌آی-۹۲ و تی‌آی-۹۲ پلاس نوشته شده‌اند باید برای استفاده در تی‌آی-۸۹ دستکاری شوند.